# Iglesia de San Pedro Pescador (Calafell)
La iglesia de San Pedro Pescador es un edificio religioso de la población de Calafell perteneciente a la comarca catalana del Bajo Panadés en la provincia de Tarragona. Es una iglesia de arquitectura popular incluida en el Inventario del Patrimonio Arquitectónico de Cataluña y protegida como Bien Cultural de Interés Local.

## Historia
El edificio tiene su origen en el pequeño local que se encuentra a la derecha, el cual era la capilla de los pescadores, construida por los años 1920 - 1925 y reformada en la década de los 70 del siglo XX. En año 1955 se hizo la edificación vertical, la cual terminaba con un ábside y fue diseñada por el arquitecto José María Jordan. Luego, en el 1970, se amplió la iglesia y se construyó la nave horizontal; los trabajos fueron dirigidos por el arquitecto José María Español Boren. La imagen de San Pedro Pescador fue hecha por J. Perelló. La iglesia pertenece actualmente a la diócesis de Tarragona, antes de 1950 era de la de Barcelona.

## Descripción
La fachada presenta una puerta de arco de medio punto, con tres arcos colocados en degradación, que siguen todo el contorno de la puerta y descansan sobre una base. La parte exterior de las dovelas está decorada por una moldura de cenefa en zigzag. Encima hay una gran rosetón, con un vitral que representa la pesca milagrosa, y por encima una cruz en relieve, las cubiertas son a dos aguas. El interior presenta una sola nave vertical, a la que se añadió, destruyendo el ábside, una nave horizontal. En la parte derecha de la primera nave hay una de pequeñas dimensiones. El techo es arquitrabado y decorado con casetones. El interior consta también de una serie de vitrales referentes a la vida de San Pedro y los siete sacramentos. El altar es precedido por una talla de San Pedro Pescador.